# Senadores de Caracas
Los Senadores de Caracas son un equipo profesional de béisbol de Venezuela con sede en Caracas. Forman parte de la Liga Mayor de Béisbol Profesional (LMBP) y juegan sus partidos como locales en el Estadio Universitario de la Ciudad de Caracas.
El equipo fue fundado en 2021 como uno de los seis equipos fundadores de la Liga Mayor junto a Marineros de Carabobo, Líderes de Miranda, Lanceros de La Guaira, Samanes de Aragua y Guerreros de Caracas.
En 2021 ganan la primera edición de la Liga Mayor de Béisbol Profesional frente a los Marineros de Carabobo, ganando por 4-2 en el global. Y en el 2022 se consagran como el primer equipo en ser Bicampeón en la LMBP.

## Historia

### Primera temporada
Los Senadores debutaron en La Liga Mayor de Béisbol Profesional con dos victorias ante los Lanceros de La Guaira, la primera 6 carreras por 0 y la segunda 5 carreras por 2, lo que marco un inició prometedor para los capitalinos que terminaron segundos de la Liga Mayor con récord de 17 victorias y 13 derrotas, y un average de .567 empatados con los Guerreros de Caracas pero con mejor average de carreras, clasificando a la semifinal.
Ya en semifinales el conjunto caraqueño se enfrentó a Guerreros de Caracas ganando 3 juegos consecutivos para avanzar a la final.
En la final Senadores se enfrentó al mejor equipo de la liga; los Marineros de Carabobo quiénes eliminaron en semifinales a Samanes de Aragua por global de 3 a 1. El primer juego fue un festival de batazos para los caraqueños logrando la victoria 14-1. Los carabobeños ganarían el segundo por 6-5 en un juego muy parejo. El tercero fue victoria de los Senadores por 9-5 mientras que en el cuarto senadores blanquearon a los Marineros 4-0 y colocó la serie 3-1 quedando a una victoria del título, sin embargo los Marineros ganaron el quinto juego 2-0. Finalmente, en el sexto juego Senadores de Caracas se convirtió en el primer equipo en alzar la copa de la Liga Mayor de Béisbol Profesional (LMBP), al derrotar 19-3 por la vía del nocaut a los Marineros.

### Segunda temporada
En la temporada 2022, Senadores de Caracas logran ser el primer equipo en ganar un bicampeonato en la Liga Mayor de Beisbol Profesional, derrotando en 4 juegos a los Líderes de Miranda.

### Cuarta temporada
En la temporada 2024 Senadores De Caracas logran su tercer campeonato al ganarle la serie final a Líderes De Miranda 4-1.

## Palmarés
- Liga Mayor de Béisbol Profesional (3): 2021, 2022 
 , 2024